# حق متنازع فیه
حق متنازع فیه (Chose تلفظ: ‎/ʃoʊz/‎، فرانسوی برای "چیز") چیز در کنش(thing in action) اصطلاحی است که در سنت حقوق عرفی برای اشاره به حقوق در مالکیت به کار رفته‌است، به‌ویژه یک مجموعه مرکب حقوقی. حق متنازع فیه، اجرای احکامی که یک طرف در یک شیء حق اعمال دارد، توصیف می‌کند. استفاده از واژه انتخاب(Choose) در زبان انگلیسی از وام گرفتن این واژه از نظام دادگاه‌های فرانسه نشئت گرفته‌است. در قانون انگلیس و کشورهای مشترک‌المنافع، همه اموال منقول در یکی از دو دسته قرار می‌گیرند، یا حق متنازع فیه هستند یا در اختیار فرد قرار دارند. قوانین انگلیسی از حق متنازع فیه برای اشاره به مجموعه ای از حقوق استفاده می‌کند، که به‌طور سنتی به دارایی مربوط می‌شود که ممکن است در برخی شرایط استفاده شود؛ بنابراین حق متنازع فیه به مجموعه حقوق شخصی گفته می‌شود که فقط توسط شخص دارنده می‌تواند اعمال شود یا درخواست کند که خواننده از طریق دادگاه اقدام به اجرای یک عمل کند. در حقوق انگلیسی، حقوق متنازع فیه بسیار گسترده‌است. این با مالکیت بر دارایی حاضر در تضاد است که بیانگر حقوقی است که با تصاحب فیزیکی از شیء قابل اجرا یا کسب است. نمونه حق متنازع فیه ممکن است مثلاً یک وام قانونی باشد.